# Eliteserien 2025
La Eliteserien 2025 es la 81.ª edición de la máxima competición profesional de fútbol en Noruega, la 16.ª edición consecutiva con 16 equipos participantes y la 9.ª edición desde que pasó de ser Tippeligaen a Eliteserien. Organizado por la Federación Noruega de Fútbol (NFF), el torneo comenzó el 29 de marzo de 2025 y finalizara el 30 de noviembre de 2025.
Vålerenga y Bryne se unirán como clubes ascendidos de la OBOS-Ligaen 2024. Reemplazarán a Lillestrøm y Odds, que descendieron a la OBOS-Ligaen 2025.
Un total de 16 equipos participan en la competición, incluyendo 13 equipos de la temporada anterior, 2 provenientes de la OBOS-Ligaen 2024 y ganador del playoff.
El Bodø/Glimt es el campeón defensor.

## Formato
La competición consta de un grupo único integrado por dieciséis clubes de toda la geografía noruega. Siguiendo un sistema de liga, los dieciséis equipos se enfrentan todos contra todos en dos ocasiones, una en campo propio y otra en campo contrario, sumando un total de 30 jornadas. El orden de los encuentros se decide por sorteo antes de empezar la competición y la clasificación final se establece teniendo en cuenta los puntos obtenidos en cada enfrentamiento, a razón de tres por partido ganado, uno por empate y ninguno en caso de derrota.

### Clasificación para competiciones europeas
Los dos mejores equipos se clasificarán para la Liga de Campeones de la UEFA 2026-27. El campeón de la Copa de Noruega 2025 y el siguiente mejor equipo ubicado no clasificados a la Liga de Campeones de la UEFA 2026-27 clasificarán a la Liga Europa de la UEFA 2026-27. El siguiente mejor equipo ubicado y no clasificado a la Liga de Campeones de la UEFA 2026-27 y a la Liga Europa de la UEFA 2026-27 clasificará a la Liga Conferencia de la UEFA 2026-27 y los últimos dos descenderán a la OBOS-Ligaen 2026.
No obstante, esta distribución se puede ver alterada si alguno de los equipos que han obtenido una plaza en alguna competición europea a través de las competiciones nacionales hubiera obtenido una plaza diferente tras la consecución de algún título europeo en la misma temporada, o hubiera obtenido dos plazas distintas en competiciones nacionales (una a través de la Liga y otra a través de la Copa), provocando así las siguientes dos excepciones:
- Excepción de la Copa de Noruega: Si un equipo obtiene una plaza para la Liga Europa de la UEFA por ganar la Copa de Noruega, pero finaliza la temporada entre los dos primeros clasificados de la Eliteserien, la plaza obtenida en Copa pasa al tercero clasificado, siendo el equipo clasificado en quinto lugar quien acceda a la plaza de la Liga Conferencia de la UEFA.

## Relevos
Dieciséis equipos compiten en la liga: los 14 mejores equipos de la Eliteserien 2024 y los 2 equipos promovidos del OBOS-Ligaen 2024.
Los equipos ascendidos son Vålerenga y Bryne, que ascendieron tras 1 y 21 temporadas de ausencia, respectivamente. Reemplazarán a Lillestrøm y Odds, poniendo fin a sus períodos de 4 y 16 años en la máxima categoría, respectivamente.
| Pos. | Descendidos a OBOS-Ligaen |
| ---- | ------------------------- |
| 15.º | Lillestrøm                |
| 16.º | Odds                      |

| Pos. | Ascendidos de OBOS-Ligaen |
| ---- | ------------------------- |
| 1.º  | Vålerenga                 |
| 2.º  | Bryne                     |

## Información
| Equipo          | Ciudad       | Entrenador                          | Capitán                  | Estadio              | Capacidad | Proveedor |
| --------------- | ------------ | ----------------------------------- | ------------------------ | -------------------- | --------- | --------- |
| Bodø/Glimt      | Bodø         | Kjetil Knutsen                      | Patrick Berg             | Aspmyra Stadion      | 8 300     | Puma      |
| Brann           | Bergen       | Freyr Alexandersson                 | Fredrik Pallesen Knudsen | Brann Stadion        | 16 750    | Nike      |
| Bryne           | Bryne        | Kevin Knappen                       | Axel Kryger              | Bryne Stadion        | 4 000     | Umbro     |
| Fredrikstad     | Fredrikstad  | Andreas Hagen                       | Sigurd Kvile             | Fredrikstad Stadion  | 12 565    | Craft     |
| Hamarkameratene | Hamar        | Jakob Michelsen                     | Fredrik Sjølstad         | Briskeby Stadion     | 7 800     | Puma      |
| Haugesund       | Haugesund    | Toni Korkeakunnas                   | Bruno Leite              | Haugesund Stadion    | 8 754     | Umbro     |
| KFUM Oslo       | Oslo         | Johannes Moesgaard                  | Robin Rasch              | KFUM Arena           | 3 300     | Hummel    |
| Kristiansund    | Kristiansund | Amund Skiri                         | Dan Peter Ulvestad       | Kristiansund Stadion | 4 444     | Puma      |
| Molde           | Molde        | Per-Mathias Høgmo                   | Magnus Eikrem            | Aker Stadion         | 11 249    | Adidas    |
| Rosenborg       | Trondheim    | Alfred Johansson                    | Ole Selnæs               | Lerkendal Stadion    | 21 421    | Adidas    |
| Sandefjord      | Sandefjord   | Andreas Tegström                    | Filip Ottosson           | Jotun Arena          | 6 582     | Macron    |
| Sarpsborg       | Sarpsborg    | Christian Michelsen                 | Jo Inge Berget           | Sarpsborg Stadion    | 8 022     | Hummel    |
| Strømsgodset    | Gulskogen    | Dag-Eilev Fagermo                   | Gustav Valsvik           | Marienlyst Stadion   | 8 935     | Puma      |
| Tromsø          | Tromsø       | Jørgen Vik                          | Ruben Yttergård Jenssen  | Romssa Arena         | 6 687     | Select    |
| Vålerenga       | Oslo         | Geir Bakke                          | Christian Borchgrevink   | Intility Arena       | 16 555    | Adidas    |
| Viking          | Stavanger    | Bjarte Lunde Aarsheim Morten Jensen | Zlatko Tripić            | SR-Bank Arena        | 15 900    | Diadora   |

### Cambios de entrenadores
| Equipo       | Entrenador (Jornadas)                          | Fecha de vacante        | Tipo de salida            | Posición en la tabla | Entrenador entrante                        | Fecha de nombramiento   |
| ------------ | ---------------------------------------------- | ----------------------- | ------------------------- | -------------------- | ------------------------------------------ | ----------------------- |
| Molde        | Erling Moe                                     | 8 de diciembre de 2024  | Despedido                 | Pretemporada         | Trond Strande Eirik Mæland INT             | 8 de diciembre de 2024  |
| Sandefjord   | Hans Erik Ødegaard                             | 10 de diciembre de 2024 | Contratado por Lillestrøm | Pretemporada         | Ninguno                                    | 10 de diciembre de 2024 |
| Brann        | Eirik Horneland                                | 10 de diciembre de 2024 | Renuncia                  | Pretemporada         | Freyr Alexandersson                        | 13 de enero de 2025     |
| Tromsø       | Gard Holme                                     | 8 de enero de 2025      | Mutuo acuerdo             | Pretemporada         | Ninguno                                    | 8 de enero de 2025      |
| Molde        | Trond Strande Eirik Mæland INT                 | 9 de enero de 2025      | Fin de interinidad        | Pretemporada         | Per-Mathias Høgmo                          | 9 de enero de 2025      |
| Haugesund    | Sancheev Manoharan (1–8)                       | 26 de mayo de 2025      | Mutuo acuerdo             | 16.º                 | Toni Korkeakunnas                          | 27 de mayo de 2025      |
| Stromsgodset | Jørgen Isnes (1–8)                             | 26 de mayo de 2025      | Mutuo acuerdo             | 12.º                 | Børre Steenslid Tomas Skaret Halvorsen INT | 28 de mayo de 2025      |
| Stromsgodset | Børre Steenslid Tomas Skaret Halvorsen INT (9) | 10 de junio de 2025     | Fin de interinidad        | 12.º                 | Dag-Eilev Fagermo                          | 10 de junio de 2025     |

## Localización
| Región          | N.º | Equipos                   |
| --------------- | --- | ------------------------- |
| Rogaland        | 3   | Bryne, Haugesund y Viking |
| Møre og Romsdal | 2   | Kristiansund y Molde      |
| Oslo            | 2   | KFUM Oslo y Vålerenga     |
| Østfold         | 2   | Fredrikstad y Sarpsborg   |
| Buskerud        | 1   | Strømsgodset              |
| Hamar           | 1   | Hamarkameratene           |
| Nordland        | 1   | Bodø/Glimt                |
| Troms           | 1   | Tromsø                    |
| Trøndelag       | 1   | Rosenborg                 |
| Vestfold        | 1   | Sandefjord                |
| Vestland        | 1   | Brann                     |

## Clasificación

### Tabla de posiciones
| Pos. | Equipo          | Pts. | PJ | G  | E | P  | GF | GC | Dif. | Clasificación 2026-27                                |
| ---- | --------------- | ---- | -- | -- | - | -- | -- | -- | ---- | ---------------------------------------------------- |
| 1    | Bodø/Glimt      | 42   | 19 | 13 | 3 | 3  | 49 | 17 | +32  | Ronda de Play-Off de la Liga de Campeones            |
| 2    | Viking          | 42   | 19 | 13 | 3 | 3  | 47 | 26 | +21  | Segunda ronda clasificatoria de la Liga de Campeones |
| 3    | Brann           | 36   | 18 | 11 | 3 | 4  | 33 | 26 | +7   | Segunda ronda clasificatoria de la Liga Europa       |
| 4    | Tromsø          | 33   | 18 | 10 | 3 | 5  | 30 | 25 | +5   | Segunda ronda clasificatoria de la Liga Conferencia  |
| 5    | Rosenborg       | 30   | 18 | 8  | 6 | 4  | 24 | 21 | +3   |                                                      |
| 6    | Sandefjord      | 28   | 18 | 9  | 1 | 8  | 35 | 26 | +9   |                                                      |
| 7    | KFUM Oslo       | 26   | 18 | 7  | 5 | 6  | 29 | 20 | +9   |                                                      |
| 8    | Fredrikstad     | 26   | 18 | 7  | 5 | 6  | 23 | 20 | +3   |                                                      |
| 9    | Molde           | 24   | 18 | 7  | 3 | 8  | 25 | 23 | +2   |                                                      |
| 10   | Vålerenga       | 24   | 18 | 7  | 3 | 8  | 28 | 28 | 0    |                                                      |
| 11   | Sarpsborg       | 22   | 18 | 5  | 7 | 6  | 28 | 28 | 0    |                                                      |
| 12   | Hamarkameratene | 20   | 18 | 5  | 5 | 8  | 19 | 29 | −10  |                                                      |
| 13   | Kristiansund    | 20   | 18 | 5  | 5 | 8  | 20 | 33 | −13  |                                                      |
| 14   | Bryne           | 19   | 18 | 5  | 4 | 9  | 21 | 30 | −9   | Play-offs de promoción de categoría                  |
| 15   | Strømsgodset    | 9    | 18 | 3  | 0 | 15 | 21 | 42 | −21  | Descenso a la OBOS-Ligaen                            |
| 16   | Haugesund       | 5    | 18 | 1  | 2 | 15 | 8  | 46 | −38  | Descenso a la OBOS-Ligaen                            |

Actualizado a los partidos jugados el 17 de agosto de 2025.
 Fuente: Eliteserien
Criterios de clasificación: Puntos · Diferencia de goles · Goles a favor · Puntos en enfrentamientos directos · Diferencia de goles en enfrentamientos directos · Goles a favor en enfrentamientos directos

### Evolución de la clasificación
| Equipo          | 01 | 02 | 03  | 04  | 05  | 06   | 07   | 08    | 09    | 10    | 11    | 12    | 13    | 14    | 15    | 16    | 17    | 18   | 19  | 20  | 21 | 22 | 23 | 24 | 25 | 26 | 27 | 28 | 29 | 30 |
| --------------- | -- | -- | --- | --- | --- | ---- | ---- | ----- | ----- | ----- | ----- | ----- | ----- | ----- | ----- | ----- | ----- | ---- | --- | --- | -- | -- | -- | -- | -- | -- | -- | -- | -- | -- |
| Bodø/Glimt      | 7  | 1  | 2*  | 5*  | 2*  | 4**  | 4*** | 7**** | 8**** | 6**** | 6**** | 5**** | 4**** | 5**** | 6**** | 4***  | 4***  | 2*   | 1   |     |    |    |    |    |    |    |    |    |    |    |
| Viking          | 14 | 8  | 3   | 2   | 4   | 1    | 2    | 1     | 1     | 1     | 1     | 1     | 1     | 1     | 1     | 1     | 1     | 1    | 2   |     |    |    |    |    |    |    |    |    |    |    |
| Brann           | 16 | 11 | 5   | 4   | 1   | 2*   | 1*   | 2*    | 3*    | 2*    | 3*    | 2*    | 2*    | 2*    | 2*    | 2*    | 3*    | 3*   | 3*  |     |    |    |    |    |    |    |    |    |    |    |
| Tromsø          | 8  | 12 | 11* | 13* | 11* | 11** | 12** | 10**  | 9**   | 7**   | 7***  | 6***  | 5***  | 4***  | 3***  | 3***  | 2***  | 4**  | 4*  |     |    |    |    |    |    |    |    |    |    |    |
| Rosenborg       | 6  | 2  | 4*  | 3*  | 5*  | 3*   | 3*   | 3*    | 2*    | 3*    | 2*    | 3*    | 3*    | 3*    | 4*    | 5*    | 5*    | 5    | 5*  |     |    |    |    |    |    |    |    |    |    |    |
| Sandefjord      | 13 | 7  | 9*  | 11* | 9*  | 10** | 7**  | 5**   | 7**   | 5**   | 5***  | 7***  | 6***  | 6***  | 5***  | 7***  | 6***  | 6**  | 6*  |     |    |    |    |    |    |    |    |    |    |    |
| KFUM Oslo       | 2  | 9  | 10* | 12* | 13* | 13** | 13** | 13**  | 15**  | 15**  | 15*** | 15*** | 14*** | 14*** | 14*** | 11*** | 10*** | 8**  | 7*  |     |    |    |    |    |    |    |    |    |    |    |
| Fredrikstad     | 1  | 6  | 1   | 1   | 3   | 5*   | 5**  | 4**   | 4**   | 4**   | 4**   | 4**   | 7**   | 8**   | 8**   | 8*    | 8*    | 7    | 8*  |     |    |    |    |    |    |    |    |    |    |    |
| Molde           | 15 | 15 | 15* | 15* | 15* | 15** | 11** | 9**   | 10**  | 12**  | 10**  | 11**  | 10**  | 10**  | 12**  | 13**  | 13**  | 11** | 9*  |     |    |    |    |    |    |    |    |    |    |    |
| Vålerenga       | 3  | 3  | 7   | 8   | 7   | 7*   | 9*   | 11*   | 11*   | 10*   | 11**  | 12**  | 12**  | 11**  | 10**  | 12**  | 11**  | 10*  | 10* |     |    |    |    |    |    |    |    |    |    |    |
| Sarpsborg       | 4  | 4  | 6*  | 6*  | 6*  | 6**  | 8**  | 6**   | 6**   | 9**   | 9***  | 8***  | 9***  | 7***  | 7***  | 6***  | 7***  | 9**  | 11* |     |    |    |    |    |    |    |    |    |    |    |
| Hamarkameratene | 5  | 13 | 13* | 14* | 14* | 14** | 14** | 14**  | 14**  | 13**  | 13*** | 13*** | 13*** | 13*** | 13*** | 14*** | 14*** | 14** | 12* |     |    |    |    |    |    |    |    |    |    |    |
| Kristiansund    | 9  | 10 | 12  | 7   | 10  | 8    | 6    | 8     | 5     | 8     | 8*    | 9*    | 8*    | 9*    | 9*    | 9*    | 9*    | 12*  | 13* |     |    |    |    |    |    |    |    |    |    |    |
| Bryne           | 11 | 14 | 14* | 10* | 12* | 12** | 15** | 15**  | 13**  | 11**  | 12*** | 10*** | 11*** | 12*** | 11*** | 10*** | 12*** | 13** | 14* |     |    |    |    |    |    |    |    |    |    |    |
| Strømsgodset    | 10 | 5  | 8   | 9   | 8   | 9*   | 10*  | 12**  | 12**  | 14**  | 14*** | 14*** | 15*** | 15*** | 15*** | 15*** | 15*** | 15*  | 15* | 15* |    |    |    |    |    |    |    |    |    |    |
| Haugesund       | 12 | 16 | 16* | 16* | 16* | 16*  | 16*  | 16*   | 16*   | 16*   | 16**  | 16**  | 16**  | 16**  | 16**  | 16**  | 16**  | 16*  | 16* | 16* |    |    |    |    |    |    |    |    |    |    |

(*) Indica la posición del equipo con un partido pendiente
(**) Indica la posición del equipo con dos partidos pendientes
(***) Indica la posición del equipo con tres partidos pendientes
(****) Indica la posición del equipo con cuatro partidos pendientes

## Resultados

### Primera vuelta
| Jornada 1       | Jornada 1 | Jornada 1    | Jornada 1           | Jornada 1   | Jornada 1 | Jornada 1    |
| Local           | Resultado | Visitante    | Estadio             | Fecha       | Hora      | Espectadores |
| --------------- | --------- | ------------ | ------------------- | ----------- | --------- | ------------ |
| Strømsgodset    | 1 – 2     | Rosenborg    | Marienlyst Stadion  | 29 de marzo | 16:00     | 8 332        |
| Fredrikstad     | 3 – 0     | Brann        | Fredrikstad Stadion | 29 de marzo | 18:00     | 10 788       |
| Vålerenga       | 3 – 1     | Viking       | Intility Arena      | 30 de marzo | 13:30     | 14 859       |
| Hamarkameratene | 2 – 1     | Kristiansund | Briskeby Stadion    | 30 de marzo | 16:00     | 3 316        |
| KFUM Oslo       | 3 – 1     | Sandefjord   | KFUM Arena          | 30 de marzo | 16:00     | 1 806        |
| Molde           | 0 – 2     | Sarpsborg    | Aker Stadion        | 30 de marzo | 16:00     | 5 829        |
| Tromsø          | 1 – 0     | Haugesund    | Romssa Arena        | 30 de marzo | 16:00     | 4 324        |
| Bryne           | 0 – 1     | Bodø/Glimt   | Bryne Stadion       | 30 de marzo | 18:15     | 5 151        |

| Jornada 2    | Jornada 2 | Jornada 2       | Jornada 2            | Jornada 2  | Jornada 2 | Jornada 2    |
| Local        | Resultado | Visitante       | Estadio              | Fecha      | Hora      | Espectadores |
| ------------ | --------- | --------------- | -------------------- | ---------- | --------- | ------------ |
| Bodø/Glimt   | 3 – 0     | Hamarkameratene | Aspmyra Stadion      | 5 de abril | 16:00     | 6 005        |
| Rosenborg    | 1 – 0     | Fredrikstad     | Lerkendal Stadion    | 5 de abril | 18:00     | 16 325       |
| Brann        | 3 – 1     | Tromsø          | Brann Stadion        | 6 de abril | 13:30     | 16 557       |
| Haugesund    | 0 – 5     | Strømsgodset    | Haugesund Stadion    | 6 de abril | 16:00     | 6 066        |
| Kristiansund | 2 – 1     | Bryne           | Kristiansund Stadion | 6 de abril | 16:00     | 2 917        |
| Sandefjord   | 3 – 0     | Molde           | Jotun Arena          | 6 de abril | 16:00     | 4 640        |
| Sarpsborg    | 1 – 1     | Vålerenga       | Sarpsborg Stadion    | 6 de abril | 16:00     | 7 233        |
| Viking       | 3 – 1     | KFUM Oslo       | SR-Bank Arena        | 6 de abril | 18:15     | 12 612       |

| Jornada 3       | Jornada 3 | Jornada 3    | Jornada 3           | Jornada 3   | Jornada 3 | Jornada 3    |
| Local           | Resultado | Visitante    | Estadio             | Fecha       | Hora      | Espectadores |
| --------------- | --------- | ------------ | ------------------- | ----------- | --------- | ------------ |
| Tromsø          | 2 – 3     | Kristiansund | Romssa Arena        | 20 de abril | 13:30     | 3 632        |
| Vålerenga       | 0 – 2     | Rosenborg    | Intility Arena      | 21 de abril | 13:30     | 16 556       |
| Bryne           | 3 – 1     | Haugesund    | Bryne Stadion       | 21 de abril | 16:00     | 3 643        |
| Fredrikstad     | 3 – 1     | Sandefjord   | Fredrikstad Stadion | 21 de abril | 16:00     | 8 880        |
| Hamarkameratene | 2 – 5     | Viking       | Briskeby Stadion    | 21 de abril | 16:00     | 3 917        |
| KFUM Oslo       | 1 – 3     | Sarpsborg    | KFUM Arena          | 21 de abril | 16:00     | 1 898        |
| Strømsgodset    | 1 – 2     | Brann        | Marienlyst Stadion  | 21 de abril | 16:00     | 6 507        |
| Molde           | 2 – 2     | Bodø/Glimt   | Aker Stadion        | 21 de abril | 18:15     | 6 940        |

| Jornada 4    | Jornada 4 | Jornada 4       | Jornada 4            | Jornada 4   | Jornada 4 | Jornada 4    |
| Local        | Resultado | Visitante       | Estadio              | Fecha       | Hora      | Espectadores |
| ------------ | --------- | --------------- | -------------------- | ----------- | --------- | ------------ |
| Rosenborg    | 0 – 0     | Molde           | Lerkendal Stadion    | 27 de abril | 13:30     | 21 263       |
| Bodø/Glimt   | 3 – 0     | KFUM Oslo       | Aspmyra Stadion      | 27 de abril | 16:00     | 5 910        |
| Brann        | 3 – 2     | Bryne           | Brann Stadion        | 27 de abril | 16:00     | 15 707       |
| Haugesund    | 0 – 0     | Fredrikstad     | Haugesund Stadion    | 27 de abril | 16:00     | 3 058        |
| Kristiansund | 0 – 2     | Vålerenga       | Kristiansund Stadion | 27 de abril | 16:00     | 3 181        |
| Sandefjord   | 2 – 0     | Hamarkameratene | Jotun Arena          | 27 de abril | 16:00     | 3 408        |
| Sarpsborg    | 2 – 3     | Strømsgodset    | Sarpsborg Stadion    | 27 de abril | 16:00     | 4 435        |
| Viking       | 4 – 4     | Tromsø          | SR-Bank Arena        | 27 de abril | 18:15     | 10 151       |

| Jornada 5       | Jornada 5 | Jornada 5    | Jornada 5           | Jornada 5   | Jornada 5 | Jornada 5    |
| Local           | Resultado | Visitante    | Estadio             | Fecha       | Hora      | Espectadores |
| --------------- | --------- | ------------ | ------------------- | ----------- | --------- | ------------ |
| Hamarkameratene | 0 – 0     | KFUM Oslo    | Briskeby Stadion    | 2 de mayo   | 18:00     | 2 828        |
| Vålerenga       | 2 – 4     | Brann        | Intility Arena      | 3 de mayo   | 17:00     | 16 556       |
| Molde           | 2 – 1     | Haugesund    | Aker Stadion        | 4 de mayo   | 16:00     | 5 286        |
| Strømsgodset    | 1 – 2     | Kristiansund | Marienlyst Stadion  | 4 de mayo   | 16:00     | 4 308        |
| Tromsø          | 0 – 1     | Sandefjord   | Romssa Arena        | 4 de mayo   | 16:00     | 4 060        |
| Viking          | 0 – 0     | Sarpsborg    | SR-Bank Arena       | 4 de mayo   | 16:00     | 10 572       |
| Rosenborg       | 3 – 0     | Bryne        | Lerkendal Stadion   | 4 de mayo   | 18:15     | 11 166       |
| Fredrikstad     | 0 – 1     | Bodø/Glimt   | Fredrikstad Stadion | 16 de julio | 18:00     | 10 025       |

| Jornada 6    | Jornada 6 | Jornada 6       | Jornada 6            | Jornada 6   | Jornada 6 | Jornada 6    |
| Local        | Resultado | Visitante       | Estadio              | Fecha       | Hora      | Espectadores |
| ------------ | --------- | --------------- | -------------------- | ----------- | --------- | ------------ |
| Brann        | 0 – 0     | Rosenborg       | Brann Stadion        | 11 de mayo  | 13:30     | 17 500       |
| Bryne        | 0 – 3     | Molde           | Bryne Stadion        | 11 de mayo  | 16:00     | 2 893        |
| KFUM Oslo    | 1 – 3     | Tromsø          | KFUM Arena           | 11 de mayo  | 16:00     | 2 157        |
| Kristiansund | 0 – 1     | Fredrikstad     | Kristiansund Stadion | 11 de mayo  | 16:00     | 3 007        |
| Sandefjord   | 2 – 1     | Vålerenga       | Jotun Arena          | 11 de mayo  | 16:00     | 6 011        |
| Sarpsborg    | 4 – 0     | Hamarkameratene | Sarpsborg Stadion    | 11 de mayo  | 16:00     | 4 503        |
| Haugesund    | 1 – 4     | Viking          | Haugesund Stadion    | 11 de mayo  | 18:15     | 5 716        |
| Bodø/Glimt   | 1 – 0     | Strømsgodset    | Aspmyra Stadion      | 30 de julio | 18:00     | 7 340        |

| Jornada 7    | Jornada 7 | Jornada 7       | Jornada 7           | Jornada 7  | Jornada 7 | Jornada 7    |
| Local        | Resultado | Visitante       | Estadio             | Fecha      | Hora      | Espectadores |
| ------------ | --------- | --------------- | ------------------- | ---------- | --------- | ------------ |
| Brann        | 2 – 2     | Sarpsborg       | Brann Stadion       | 16 de mayo | 17:00     | 17 500       |
| Fredrikstad  | 1 – 0     | KFUM Oslo       | Fredrikstad Stadion | 16 de mayo | 17:00     | 11 578       |
| Molde        | 0 – 1     | Kristiansund    | Aker Stadion        | 16 de mayo | 17:00     | 9 293        |
| Rosenborg    | 1 – 0     | Haugesund       | Lerkendal Stadion   | 16 de mayo | 17:00     | 21 243       |
| Strømsgodset | 0 – 2     | Bryne           | Marienlyst Stadion  | 16 de mayo | 17:00     | 5 116        |
| Tromsø       | 2 – 1     | Bodø/Glimt      | Romssa Arena        | 16 de mayo | 17:00     | 6 691        |
| Viking       | 3 – 1     | Sandefjord      | SR-Bank Arena       | 16 de mayo | 17:00     | 15 900       |
| Vålerenga    | 1 – 1     | Hamarkameratene | Intility Arena      | 16 de mayo | 19:00     | 13 300       |

| Jornada 8       | Jornada 8 | Jornada 8    | Jornada 8            | Jornada 8  | Jornada 8 | Jornada 8    |
| Local           | Resultado | Visitante    | Estadio              | Fecha      | Hora      | Espectadores |
| --------------- | --------- | ------------ | -------------------- | ---------- | --------- | ------------ |
| Bryne           | 4 – 3     | Fredrikstad  | Bryne Stadion        | 24 de mayo | 15:00     | 2 329        |
| Bodø/Glimt      | 4 – 0     | Rosenborg    | Aspmyra Stadion      | 24 de mayo | 17:00     | 8 107        |
| Hamarkameratene | 2 – 1     | Molde        | Briskeby Stadion     | 25 de mayo | 13:30     | 3 088        |
| Kristiansund    | 0 – 1     | Viking       | Kristiansund Stadion | 25 de mayo | 16:00     | 3 480        |
| Sandefjord      | 3 – 2     | Strømsgodset | Jotun Arena          | 25 de mayo | 16:00     | 3 478        |
| Sarpsborg       | 0 – 1     | Tromsø       | Sarpsborg Stadion    | 25 de mayo | 16:00     | 4 330        |
| Haugesund       | 0 – 2     | Brann        | Haugesund Stadion    | 25 de mayo | 18:15     | 5 404        |
| KFUM Oslo       | 0 – 1     | Vålerenga    | KFUM Arena           | 26 de mayo | 18:00     | 3 501        |

| Jornada 9    | Jornada 9 | Jornada 9       | Jornada 9           | Jornada 9  | Jornada 9 | Jornada 9    |
| Local        | Resultado | Visitante       | Estadio             | Fecha      | Hora      | Espectadores |
| ------------ | --------- | --------------- | ------------------- | ---------- | --------- | ------------ |
| Strømsgodset | 0 – 3     | Hamarkameratene | Marienlyst Stadion  | 31 de mayo | 15:00     | 4 360        |
| Tromsø       | 2 – 1     | Vålerenga       | Romssa Arena        | 31 de mayo | 17:45     | 5 291        |
| Fredrikstad  | 1 – 1     | Sarpsborg       | Fredrikstad Stadion | 1 de junio | 13:30     | 12 560       |
| Brann        | 4 – 2     | Kristiansund    | Brann Stadion       | 1 de junio | 16:00     | 14 957       |
| Bryne        | 3 – 2     | Sandefjord      | Bryne Stadion       | 1 de junio | 16:00     | 2 440        |
| Haugesund    | 0 – 4     | Bodø/Glimt      | Haugesund Stadion   | 1 de junio | 16:00     | 4 335        |
| Rosenborg    | 1 – 1     | KFUM Oslo       | Lerkendal Stadion   | 1 de junio | 16:00     | 12 311       |
| Molde        | 0 – 1     | Viking          | Aker Stadion        | 1 de junio | 18:15     | 5 429        |

| Jornada 10      | Jornada 10 | Jornada 10   | Jornada 10           | Jornada 10  | Jornada 10 | Jornada 10   |
| Local           | Resultado  | Visitante    | Estadio              | Fecha       | Hora       | Espectadores |
| --------------- | ---------- | ------------ | -------------------- | ----------- | ---------- | ------------ |
| Bodø/Glimt      | 3 – 0      | Brann        | Aspmyra Stadion      | 21 de junio | 17:00      | 7 325        |
| Vålerenga       | 2 – 3      | Molde        | Intility Arena       | 22 de junio | 13:30      | 13 592       |
| Hamarkameratene | 1 – 3      | Tromsø       | Briskeby Stadion     | 22 de junio | 16:00      | 3 555        |
| KFUM Oslo       | 5 – 0      | Strømsgodset | KFUM Arena           | 22 de junio | 16:00      | 1 927        |
| Kristiansund    | 4 – 1      | Rosenborg    | Kristiansund Stadion | 22 de junio | 16:00      | 4 364        |
| Sandefjord      | 4 – 0      | Haugesund    | Jotun Arena          | 22 de junio | 16:00      | 3 803        |
| Sarpsborg       | 1 – 1      | Bryne        | Sarpsborg Stadion    | 22 de junio | 16:00      | 4 483        |
| Viking          | 3 – 0      | Fredrikstad  | SR-Bank Arena        | 22 de junio | 18:15      | 13 566       |

| Jornada 11   | Jornada 11 | Jornada 11      | Jornada 11          | Jornada 11  | Jornada 11 | Jornada 11   |
| Local        | Resultado  | Visitante       | Estadio             | Fecha       | Hora       | Espectadores |
| ------------ | ---------- | --------------- | ------------------- | ----------- | ---------- | ------------ |
| Rosenborg    | 1 – 1      | Viking          | Lerkendal Stadion   | 28 de junio | 17:00      | 13 663       |
| Haugesund    | 0 – 0      | Kristiansund    | Haugesund Stadion   | 29 de junio | 13:30      | 3 565        |
| Bodø/Glimt   | 1 – 2      | Sarpsborg       | Aspmyra Stadion     | 29 de junio | 16:00      | 6 440        |
| Bryne        | 1 – 1      | Hamarkameratene | Bryne Stadion       | 29 de junio | 16:00      | 2 398        |
| Fredrikstad  | 0 – 1      | Tromsø          | Fredrikstad Stadion | 29 de junio | 16:00      | 7 500        |
| Molde        | 2 – 3      | KFUM Oslo       | Aker Stadion        | 29 de junio | 16:00      | 5 544        |
| Strømsgodset | 0 – 2      | Vålerenga       | Marienlyst Stadion  | 29 de junio | 18:15      | 6 521        |
| Brann        | 1 – 0      | Sandefjord      | Brann Stadion       | 30 de junio | 18:00      | 15 849       |

| Jornada 12      | Jornada 12 | Jornada 12   | Jornada 12           | Jornada 12 | Jornada 12 | Jornada 12   |
| Local           | Resultado  | Visitante    | Estadio              | Fecha      | Hora       | Espectadores |
| --------------- | ---------- | ------------ | -------------------- | ---------- | ---------- | ------------ |
| Hamarkameratene | 1 – 1      | Brann        | Briskeby Stadion     | 5 de julio | 13:00      | 5 213        |
| Viking          | 1 – 0      | Strømsgodset | SR-Bank Arena        | 5 de julio | 15:00      | 13 363       |
| Vålerenga       | 1 – 1      | Fredrikstad  | Intility Arena       | 5 de julio | 17:00      | 10 563       |
| Kristiansund    | 1 – 1      | Bodø/Glimt   | Kristiansund Stadion | 5 de julio | 19:00      | 3 630        |
| Tromsø          | 1 – 0      | Molde        | Romssa Arena         | 5 de julio | 21:00      | 6 122        |
| KFUM Oslo       | 1 – 1      | Bryne        | KFUM Arena           | 6 de julio | 13:30      | 1 423        |
| Sandefjord      | 2 – 0      | Rosenborg    | Jotun Arena          | 6 de julio | 13:30      | 6 598        |
| Sarpsborg       | 3 – 1      | Haugesund    | Sarpsborg Stadion    | 6 de julio | 13:30      | 4 347        |

| Jornada 13   | Jornada 13 | Jornada 13      | Jornada 13           | Jornada 13  | Jornada 13 | Jornada 13   |
| Local        | Resultado  | Visitante       | Estadio              | Fecha       | Hora       | Espectadores |
| ------------ | ---------- | --------------- | -------------------- | ----------- | ---------- | ------------ |
| Bodø/Glimt   | 2 – 0      | Sandefjord      | Aspmyra Stadion      | 12 de julio | 15:00      | 6 939        |
| Fredrikstad  | 4 – 2      | Molde           | Fredrikstad Stadion  | 12 de julio | 17:00      | 8 384        |
| Bryne        | 1 – 0      | Vålerenga       | Bryne Stadion        | 13 de julio | 13:30      | 2 598        |
| Haugesund    | 0 – 2      | KFUM Oslo       | Haugesund Stadion    | 13 de julio | 16:00      | 3 178        |
| Kristiansund | 0 – 0      | Sarpsborg       | Kristiansund Stadion | 13 de julio | 16:00      | 3 074        |
| Rosenborg    | 2 – 0      | Hamarkameratene | Lerkendal Stadion    | 13 de julio | 16:00      | 12 210       |
| Strømsgodset | 2 – 3      | Tromsø          | Marienlyst Stadion   | 13 de julio | 16:00      | 4 945        |
| Brann        | 3 – 1      | Viking          | Brann Stadion        | 13 de julio | 18:15      | 17 500       |

| Jornada 14      | Jornada 14 | Jornada 14   | Jornada 14        | Jornada 14  | Jornada 14 | Jornada 14   |
| Local           | Resultado  | Visitante    | Estadio           | Fecha       | Hora       | Espectadores |
| --------------- | ---------- | ------------ | ----------------- | ----------- | ---------- | ------------ |
| Sarpsborg       | 2 – 2      | Rosenborg    | Sarpsborg Stadion | 18 de julio | 17:00      | 6 005        |
| KFUM Oslo       | 2 – 0      | Brann        | KFUM Arena        | 19 de julio | 13:00      | 3 017        |
| Molde           | 4 – 1      | Strømsgodset | Aker Stadion      | 19 de julio | 15:00      | 7 266        |
| Viking          | 2 – 4      | Bodø/Glimt   | SR-Bank Arena     | 19 de julio | 17:00      | 15 311       |
| Vålerenga       | 3 – 0      | Haugesund    | Intility Arena    | 20 de julio | 13:30      | 8 619        |
| Sandefjord      | 6 – 0      | Kristiansund | Jotun Arena       | 20 de julio | 16:00      | 3 948        |
| Tromsø          | 3 – 1      | Bryne        | Romssa Arena      | 20 de julio | 16:00      | 5 546        |
| Hamarkameratene | 1 – 1      | Fredrikstad  | Briskeby Stadion  | 20 de julio | 18:15      | 4 018        |

| Jornada 15   | Jornada 15 | Jornada 15      | Jornada 15           | Jornada 15  | Jornada 15 | Jornada 15   |
| Local        | Resultado  | Visitante       | Estadio              | Fecha       | Hora       | Espectadores |
| ------------ | ---------- | --------------- | -------------------- | ----------- | ---------- | ------------ |
| Brann        | 0 – 3      | Molde           | Brann Stadion        | 29 de mayo  | 17:00      | 17 002       |
| Fredrikstad  | 3 – 2      | Strømsgodset    | Fredrikstad Stadion  | 25 de julio | 18:00      | 8 545        |
| Haugesund    | 0 – 3      | Hamarkameratene | Haugesund Stadion    | 26 de julio | 15:00      | 3 060        |
| Kristiansund | 0 – 5      | KFUM Oslo       | Kristiansund Stadion | 26 de julio | 15:00      | 3 107        |
| Sandefjord   | 3 – 2      | Sarpsborg       | Jotun Arena          | 26 de julio | 15:00      | 4 722        |
| Bodø/Glimt   | 7 – 2      | Vålerenga       | Aspmyra Stadion      | 26 de julio | 17:00      | 7 677        |
| Bryne        | 1 – 3      | Viking          | Bryne Stadion        | 27 de julio | 13:30      | 5 500        |
| Rosenborg    | 4 – 1      | Tromsø          | Lerkendal Stadion    | 27 de julio | 13:30      | 14 422       |

### Segunda vuelta
| Jornada 16      | Jornada 16 | Jornada 16   | Jornada 16         | Jornada 16  | Jornada 16 | Jornada 16   |
| Local           | Resultado  | Visitante    | Estadio            | Fecha       | Hora       | Espectadores |
| --------------- | ---------- | ------------ | ------------------ | ----------- | ---------- | ------------ |
| Viking          | 3 – 1      | Kristiansund | SR-Bank Arena      | 10 de abril | 18:00      | 9 644        |
| Tromsø          | 0 – 0      | Fredrikstad  | Romssa Arena       | 2 de agosto | 15:00      | 5 017        |
| Sarpsborg       | 1 – 4      | Brann        | Sarpsborg Stadion  | 2 de agosto | 17:00      | 5 339        |
| Hamarkameratene | 1 – 3      | Bodø/Glimt   | Briskeby Stadion   | 3 de agosto | 13:30      | 6 118        |
| KFUM Oslo       | 4 – 1      | Rosenborg    | KFUM Arena         | 3 de agosto | 16:00      | 3 003        |
| Molde           | 2 – 0      | Bryne        | Aker Stadion       | 3 de agosto | 16:00      | 5 775        |
| Strømsgodset    | 2 – 0      | Haugesund    | Marienlyst Stadion | 3 de agosto | 16:00      | 5 325        |
| Vålerenga       | 2 – 1      | Sandefjord   | Intility Arena     | 3 de agosto | 16:00      | 10 398       |

| Jornada 17  | Jornada 17 | Jornada 17      | Jornada 17          | Jornada 17   | Jornada 17 | Jornada 17   |
| Local       | Resultado  | Visitante       | Estadio             | Fecha        | Hora       | Espectadores |
| ----------- | ---------- | --------------- | ------------------- | ------------ | ---------- | ------------ |
| Fredrikstad | 2 – 0      | Vålerenga       | Fredrikstad Stadion | 9 de abril   | 18:00      | 10 010       |
| Brann       | 2 – 1      | Strømsgodset    | Brann Stadion       | 10 de abril  | 18:00      | 14 606       |
| Rosenborg   | 1 – 1      | Kristiansund    | Lerkendal Stadion   | 1 de mayo    | 17:00      | 14 122       |
| Molde       | 1 – 0      | Hamarkameratene | Aker Stadion        | 9 de agosto  | 15:00      | 6 084        |
| Bodø/Glimt  | 1 – 1      | Tromsø          | Aspmyra Stadion     | 9 de agosto  | 17:00      | 8 173        |
| Bryne       | 0 – 0      | KFUM Oslo       | Bryne Stadion       | 10 de agosto | 16:00      | 2 866        |
| Haugesund   | 3 – 2      | Sarpsborg       | Haugesund Stadion   | 10 de agosto | 16:00      | 3 073        |
| Sandefjord  | 1 – 2      | Viking          | Jotun Arena         | 10 de agosto | 18:15      | 6 284        |

| Jornada 18      | Jornada 18 | Jornada 18 | Jornada 18           | Jornada 18   | Jornada 18 | Jornada 18   |
| Local           | Resultado  | Visitante  | Estadio              | Fecha        | Hora       | Espectadores |
| --------------- | ---------- | ---------- | -------------------- | ------------ | ---------- | ------------ |
| Viking          | 5 – 1      | Haugesund  | SR-Bank Arena        | 30 de abril  | 18:00      | 12 158       |
| Fredrikstad     | 0 – 2      | Rosenborg  | Fredrikstad Stadion  | 28 de mayo   | 18:00      | 9 528        |
| Strømsgodset    | 0 – 5      | Bodø/Glimt | Marienlyst Stadion   | 15 de agosto | 18:00      | 6 302        |
| Tromsø          | 1 – 2      | Brann      | Romssa Arena         | 17 de agosto | 13:30      | 6 477        |
| Hamarkameratene | 1 – 0      | Bryne      | Briskeby Stadion     | 17 de agosto | 16:00      | 3 349        |
| KFUM Oslo       | 0 – 0      | Molde      | KFUM Arena           | 17 de agosto | 16:00      | 2 123        |
| Kristiansund    | 2 – 2      | Sandefjord | Kristiansund Stadion | 17 de agosto | 16:00      | 2 893        |
| Vålerenga       | 4 – 0      | Sarpsborg  | Intility Arena       | 17 de agosto | 18:15      | 9 638        |

| Jornada 19 | Jornada 19 | Jornada 19      | Jornada 19        | Jornada 19   | Jornada 19 | Jornada 19   |
| Local      | Resultado  | Visitante       | Estadio           | Fecha        | Hora       | Espectadores |
| ---------- | ---------- | --------------- | ----------------- | ------------ | ---------- | ------------ |
| Bodø/Glimt | 2 – 4      | Viking          | Aspmyra Stadion   | 28 de mayo   | 20:00      | T.B.D        |
| KFUM Oslo  | v.s.       | Hamarkameratene | KFUM Arena        | 22 de agosto | 18:00      | T.B.D        |
| Rosenborg  | v.s.       | Sandefjord      | Lerkendal Stadion | 23 de agosto | 17:00      | T.B.D        |
| Haugesund  | v.s.       | Vålerenga       | Haugesund Stadion | 24 de agosto | 13:30      | T.B.D        |
| Bryne      | v.s.       | Strømsgodset    | Bryne Stadion     | 24 de agosto | 16:00      | T.B.D        |
| Molde      | v.s.       | Tromsø          | Aker Stadion      | 24 de agosto | 18:15      | T.B.D        |
| Sarpsborg  | v.s.       | Kristiansund    | Sarpsborg Stadion | 25 de agosto | 18:00      | T.B.D        |
| Brann      | v.s.       | Fredrikstad     | Brann Stadion     | Postergado   | Postergado | T.B.D        |

| Jornada 20      | Jornada 20 | Jornada 20 | Jornada 20           | Jornada 20   | Jornada 20 | Jornada 20   |
| Local           | Resultado  | Visitante  | Estadio              | Fecha        | Hora       | Espectadores |
| --------------- | ---------- | ---------- | -------------------- | ------------ | ---------- | ------------ |
| Vålerenga       | v.s.       | Bryne      | Intility Arena       | 30 de agosto | 17:00      | T.B.D        |
| Kristiansund    | v.s.       | Brann      | Kristiansund Stadion | 31 de agosto | 13:30      | T.B.D        |
| Fredrikstad     | v.s.       | Haugesund  | Fredrikstad Stadion  | 31 de agosto | 16:00      | T.B.D        |
| Hamarkameratene | v.s.       | Sarpsborg  | Briskeby Stadion     | 31 de agosto | 16:00      | T.B.D        |
| Sandefjord      | v.s.       | Bodø/Glimt | Jotun Arena          | 31 de agosto | 16:00      | T.B.D        |
| Tromsø          | v.s.       | KFUM Oslo  | Romssa Arena         | 31 de agosto | 16:00      | T.B.D        |
| Viking          | v.s.       | Rosenborg  | SR-Bank Arena        | 31 de agosto | 16:00      | T.B.D        |
| Strømsgodset    | v.s.       | Molde      | Marienlyst Stadion   | 31 de agosto | 18:15      | T.B.D        |

| Jornada 21      | Jornada 21 | Jornada 21   | Jornada 21        | Jornada 21       | Jornada 21 | Jornada 21   |
| Local           | Resultado  | Visitante    | Estadio           | Fecha            | Hora       | Espectadores |
| --------------- | ---------- | ------------ | ----------------- | ---------------- | ---------- | ------------ |
| Bodø/Glimt      | v.s.       | Kristiansund | Aspmyra Stadion   | 14 de septiembre | 16:00      | T.B.D        |
| Brann           | v.s.       | Vålerenga    | Brann Stadion     | 14 de septiembre | 16:00      | T.B.D        |
| Bryne           | v.s.       | Tromsø       | Bryne Stadion     | 14 de septiembre | 16:00      | T.B.D        |
| Hamarkameratene | v.s.       | Strømsgodset | Briskeby Stadion  | 14 de septiembre | 16:00      | T.B.D        |
| Haugesund       | v.s.       | Rosenborg    | Haugesund Stadion | 14 de septiembre | 16:00      | T.B.D        |
| KFUM Oslo       | v.s.       | Viking       | KFUM Arena        | 14 de septiembre | 16:00      | T.B.D        |
| Molde           | v.s.       | Fredrikstad  | Aker Stadion      | 14 de septiembre | 16:00      | T.B.D        |
| Sarpsborg       | v.s.       | Sandefjord   | Sarpsborg Stadion | 14 de septiembre | 16:00      | T.B.D        |

| Jornada 22   | Jornada 22 | Jornada 22      | Jornada 22           | Jornada 22       | Jornada 22 | Jornada 22   |
| Local        | Resultado  | Visitante       | Estadio              | Fecha            | Hora       | Espectadores |
| ------------ | ---------- | --------------- | -------------------- | ---------------- | ---------- | ------------ |
| Fredrikstad  | v.s.       | Bryne           | Fredrikstad Stadion  | 21 de septiembre | 16:00      | T.B.D        |
| Kristiansund | v.s.       | Haugesund       | Kristiansund Stadion | 21 de septiembre | 16:00      | T.B.D        |
| Rosenborg    | v.s.       | Bodø/Glimt      | Lerkendal Stadion    | 21 de septiembre | 16:00      | T.B.D        |
| Sandefjord   | v.s.       | Brann           | Jotun Arena          | 21 de septiembre | 16:00      | T.B.D        |
| Strømsgodset | v.s.       | Sarpsborg       | Marienlyst Stadion   | 21 de septiembre | 16:00      | T.B.D        |
| Tromsø       | v.s.       | Hamarkameratene | Romssa Arena         | 21 de septiembre | 16:00      | T.B.D        |
| Vålerenga    | v.s.       | KFUM Oslo       | Intility Arena       | 21 de septiembre | 16:00      | T.B.D        |
| Viking       | v.s.       | Molde           | SR-Bank Arena        | 21 de septiembre | 16:00      | T.B.D        |

| Jornada 23      | Jornada 23 | Jornada 23   | Jornada 23        | Jornada 23       | Jornada 23 | Jornada 23   |
| Local           | Resultado  | Visitante    | Estadio           | Fecha            | Hora       | Espectadores |
| --------------- | ---------- | ------------ | ----------------- | ---------------- | ---------- | ------------ |
| Brann           | v.s.       | Bodø/Glimt   | Brann Stadion     | 28 de septiembre | 16:00      | T.B.D        |
| Bryne           | v.s.       | Kristiansund | Bryne Stadion     | 28 de septiembre | 16:00      | T.B.D        |
| Hamarkameratene | v.s.       | Rosenborg    | Briskeby Stadion  | 28 de septiembre | 16:00      | T.B.D        |
| Haugesund       | v.s.       | Sandefjord   | Haugesund Stadion | 28 de septiembre | 16:00      | T.B.D        |
| KFUM Oslo       | v.s.       | Fredrikstad  | KFUM Arena        | 28 de septiembre | 16:00      | T.B.D        |
| Molde           | v.s.       | Vålerenga    | Aker Stadion      | 28 de septiembre | 16:00      | T.B.D        |
| Sarpsborg       | v.s.       | Viking       | Sarpsborg Stadion | 28 de septiembre | 16:00      | T.B.D        |
| Tromsø          | v.s.       | Strømsgodset | Romssa Arena      | 28 de septiembre | 16:00      | T.B.D        |

| Jornada 24   | Jornada 24 | Jornada 24      | Jornada 24           | Jornada 24   | Jornada 24 | Jornada 24   |
| Local        | Resultado  | Visitante       | Estadio              | Fecha        | Hora       | Espectadores |
| ------------ | ---------- | --------------- | -------------------- | ------------ | ---------- | ------------ |
| Bodø/Glimt   | v.s.       | Haugesund       | Aspmyra Stadion      | 5 de octubre | 16:00      | T.B.D        |
| Fredrikstad  | v.s.       | Hamarkameratene | Fredrikstad Stadion  | 5 de octubre | 16:00      | T.B.D        |
| Kristiansund | v.s.       | Molde           | Kristiansund Stadion | 5 de octubre | 16:00      | T.B.D        |
| Rosenborg    | v.s.       | Sarpsborg       | Lerkendal Stadion    | 5 de octubre | 16:00      | T.B.D        |
| Sandefjord   | v.s.       | Bryne           | Jotun Arena          | 5 de octubre | 16:00      | T.B.D        |
| Strømsgodset | v.s.       | KFUM Oslo       | Marienlyst Stadion   | 5 de octubre | 16:00      | T.B.D        |
| Vålerenga    | v.s.       | Tromsø          | Intility Arena       | 5 de octubre | 16:00      | T.B.D        |
| Viking       | v.s.       | Brann           | SR-Bank Arena        | 5 de octubre | 16:00      | T.B.D        |

| Jornada 25      | Jornada 25 | Jornada 25   | Jornada 25         | Jornada 25    | Jornada 25 | Jornada 25   |
| Local           | Resultado  | Visitante    | Estadio            | Fecha         | Hora       | Espectadores |
| --------------- | ---------- | ------------ | ------------------ | ------------- | ---------- | ------------ |
| Brann           | v.s.       | Haugesund    | Brann Stadion      | 19 de octubre | 16:00      | T.B.D        |
| Bryne           | v.s.       | Rosenborg    | Bryne Stadion      | 19 de octubre | 16:00      | T.B.D        |
| Hamarkameratene | v.s.       | Vålerenga    | Briskeby Stadion   | 19 de octubre | 16:00      | T.B.D        |
| KFUM Oslo       | v.s.       | Kristiansund | KFUM Arena         | 19 de octubre | 16:00      | T.B.D        |
| Molde           | v.s.       | Sandefjord   | Aker Stadion       | 19 de octubre | 16:00      | T.B.D        |
| Sarpsborg       | v.s.       | Bodø/Glimt   | Sarpsborg Stadion  | 19 de octubre | 16:00      | T.B.D        |
| Strømsgodset    | v.s.       | Fredrikstad  | Marienlyst Stadion | 19 de octubre | 16:00      | T.B.D        |
| Tromsø          | v.s.       | Viking       | Romssa Arena       | 19 de octubre | 16:00      | T.B.D        |

| Jornada 26   | Jornada 26 | Jornada 26      | Jornada 26           | Jornada 26    | Jornada 26 | Jornada 26   |
| Local        | Resultado  | Visitante       | Estadio              | Fecha         | Hora       | Espectadores |
| ------------ | ---------- | --------------- | -------------------- | ------------- | ---------- | ------------ |
| Bodø/Glimt   | v.s.       | Molde           | Aspmyra Stadion      | 26 de octubre | 16:00      | T.B.D        |
| Haugesund    | v.s.       | Tromsø          | Haugesund Stadion    | 26 de octubre | 16:00      | T.B.D        |
| Kristiansund | v.s.       | Hamarkameratene | Kristiansund Stadion | 26 de octubre | 16:00      | T.B.D        |
| Rosenborg    | v.s.       | Brann           | Lerkendal Stadion    | 26 de octubre | 16:00      | T.B.D        |
| Sandefjord   | v.s.       | Fredrikstad     | Jotun Arena          | 26 de octubre | 16:00      | T.B.D        |
| Sarpsborg    | v.s.       | KFUM Oslo       | Sarpsborg Stadion    | 26 de octubre | 16:00      | T.B.D        |
| Vålerenga    | v.s.       | Strømsgodset    | Intility Arena       | 26 de octubre | 16:00      | T.B.D        |
| Viking       | v.s.       | Bryne           | SR-Bank Arena        | 26 de octubre | 16:00      | T.B.D        |

| Jornada 27      | Jornada 27 | Jornada 27   | Jornada 27          | Jornada 27     | Jornada 27 | Jornada 27   |
| Local           | Resultado  | Visitante    | Estadio             | Fecha          | Hora       | Espectadores |
| --------------- | ---------- | ------------ | ------------------- | -------------- | ---------- | ------------ |
| Bryne           | v.s.       | Brann        | Bryne Stadion       | 2 de noviembre | 16:00      | T.B.D        |
| Fredrikstad     | v.s.       | Kristiansund | Fredrikstad Stadion | 2 de noviembre | 16:00      | T.B.D        |
| Hamarkameratene | v.s.       | Sandefjord   | Briskeby Stadion    | 2 de noviembre | 16:00      | T.B.D        |
| KFUM Oslo       | v.s.       | Haugesund    | KFUM Arena          | 2 de noviembre | 16:00      | T.B.D        |
| Molde           | v.s.       | Rosenborg    | Aker Stadion        | 2 de noviembre | 16:00      | T.B.D        |
| Strømsgodset    | v.s.       | Viking       | Marienlyst Stadion  | 2 de noviembre | 16:00      | T.B.D        |
| Tromsø          | v.s.       | Sarpsborg    | Romssa Arena        | 2 de noviembre | 16:00      | T.B.D        |
| Vålerenga       | v.s.       | Bodø/Glimt   | Intility Arena      | 2 de noviembre | 16:00      | T.B.D        |

| Jornada 28   | Jornada 28 | Jornada 28      | Jornada 28           | Jornada 28     | Jornada 28 | Jornada 28   |
| Local        | Resultado  | Visitante       | Estadio              | Fecha          | Hora       | Espectadores |
| ------------ | ---------- | --------------- | -------------------- | -------------- | ---------- | ------------ |
| Bodø/Glimt   | v.s.       | Bryne           | Aspmyra Stadion      | 9 de noviembre | 16:00      | T.B.D        |
| Brann        | v.s.       | KFUM Oslo       | Brann Stadion        | 9 de noviembre | 16:00      | T.B.D        |
| Haugesund    | v.s.       | Molde           | Haugesund Stadion    | 9 de noviembre | 16:00      | T.B.D        |
| Kristiansund | v.s.       | Strømsgodset    | Kristiansund Stadion | 9 de noviembre | 16:00      | T.B.D        |
| Rosenborg    | v.s.       | Vålerenga       | Lerkendal Stadion    | 9 de noviembre | 16:00      | T.B.D        |
| Sandefjord   | v.s.       | Tromsø          | Jotun Arena          | 9 de noviembre | 16:00      | T.B.D        |
| Sarpsborg    | v.s.       | Fredrikstad     | Sarpsborg Stadion    | 9 de noviembre | 16:00      | T.B.D        |
| Viking       | v.s.       | Hamarkameratene | SR-Bank Arena        | 9 de noviembre | 16:00      | T.B.D        |

| Jornada 29      | Jornada 29 | Jornada 29   | Jornada 29          | Jornada 29      | Jornada 29 | Jornada 29   |
| Local           | Resultado  | Visitante    | Estadio             | Fecha           | Hora       | Espectadores |
| --------------- | ---------- | ------------ | ------------------- | --------------- | ---------- | ------------ |
| Bryne           | v.s.       | Sarpsborg    | Bryne Stadion       | 22 de noviembre | 16:00      | T.B.D        |
| Fredrikstad     | v.s.       | Viking       | Fredrikstad Stadion | 22 de noviembre | 16:00      | T.B.D        |
| Hamarkameratene | v.s.       | Haugesund    | Briskeby Stadion    | 22 de noviembre | 16:00      | T.B.D        |
| KFUM Oslo       | v.s.       | Bodø/Glimt   | KFUM Arena          | 22 de noviembre | 16:00      | T.B.D        |
| Molde           | v.s.       | Brann        | Aker Stadion        | 22 de noviembre | 16:00      | T.B.D        |
| Strømsgodset    | v.s.       | Sandefjord   | Marienlyst Stadion  | 22 de noviembre | 16:00      | T.B.D        |
| Tromsø          | v.s.       | Rosenborg    | Romssa Arena        | 22 de noviembre | 16:00      | T.B.D        |
| Vålerenga       | v.s.       | Kristiansund | Intility Arena      | 22 de noviembre | 16:00      | T.B.D        |

| Jornada 30   | Jornada 30 | Jornada 30      | Jornada 30           | Jornada 30      | Jornada 30 | Jornada 30   |
| Local        | Resultado  | Visitante       | Estadio              | Fecha           | Hora       | Espectadores |
| ------------ | ---------- | --------------- | -------------------- | --------------- | ---------- | ------------ |
| Bodø/Glimt   | v.s.       | Fredrikstad     | Aspmyra Stadion      | 30 de noviembre | 16:00      | T.B.D        |
| Brann        | v.s.       | Hamarkameratene | Brann Stadion        | 30 de noviembre | 16:00      | T.B.D        |
| Haugesund    | v.s.       | Bryne           | Haugesund Stadion    | 30 de noviembre | 16:00      | T.B.D        |
| Kristiansund | v.s.       | Tromsø          | Kristiansund Stadion | 30 de noviembre | 16:00      | T.B.D        |
| Rosenborg    | v.s.       | Strømsgodset    | Lerkendal Stadion    | 30 de noviembre | 16:00      | T.B.D        |
| Sandefjord   | v.s.       | KFUM Oslo       | Jotun Arena          | 30 de noviembre | 16:00      | T.B.D        |
| Sarpsborg    | v.s.       | Molde           | Sarpsborg Stadion    | 30 de noviembre | 16:00      | T.B.D        |
| Viking       | v.s.       | Vålerenga       | SR-Bank Arena        | 30 de noviembre | 16:00      | T.B.D        |

## Estadísticas

### Récords
- Primer gol de la temporada: Anotado por Iver Fossum, en el Strømsgodset 1 – 2 Rosenborg (29 de marzo de 2025)
- Mayor número de goles marcados en un partido: 9 goles, Bodø/Glimt 7 – 2 Vålerenga (26 de julio de 2025)
- Partido con más espectadores: 21 263, en el Rosenborg 0 – 0 Molde (27 de abril de 2025)
- Partido con menos espectadores: 1 423, en el KFUM Oslo 1 – 1 Bryne (6 de julio de 2025)

## Fichajes

### Fichajes más caros del mercado de invierno
| Jugador                 | Club de destino | Club de origen      | Precio (€) |
| ----------------------- | --------------- | ------------------- | ---------- |
| Jens Petter Hauge       | Bodø/Glimt      | Eintracht Frankfurt | 3.500.000  |
| Caleb Zady Sery         | Molde           | Vojvodina           | 1.800.000  |
| Ole Didrik Blomberg     | Bodø/Glimt      | Brann               | 1.300.000  |
| Rocco Robert Shein      | Fredrikstad     | Dordrecht           | 800.000    |
| Samukele Kabini         | Molde           | Galaxy              | 760.000    |
| Martin Ove Roseth       | Viking          | Lillestrøm          | 510.000    |
| Daniel Karlsbakk        | Sarpsborg       | Heerenveen          | 500.000    |
| Mads Hansen             | Brann           | Nordsjælland        | 500.000    |
| Hilmir Rafn Mikaelsson  | Viking          | Venezia             | 500.000    |
| Eggert Aron Guðmundsson | Brann           | Elfsborg            | 450.000    |

| Datos actualizados a 4 de mayo de 2025. Fuentes: |

### Ventas más caros del mercado de invierno
| Jugador                | Club de destino      | Club de origen | Precio (€) |
| ---------------------- | -------------------- | -------------- | ---------- |
| Mathias Fjørtoft Løvik | Parma                | Molde          | 6.000.000  |
| Sondre Langås          | Derby County         | Viking         | 4.800.000  |
| Jones El-Abdellaoui    | Celta Fortuna        | Vålerenga      | 4.200.000  |
| Lasse Nordås           | Luton Town           | Tromsø         | 3.600.000  |
| Mamadou Thierno Barry  | Union Saint-Gilloise | Tromsø         | 2.550.000  |
| Oskar Sivertsen        | Go Ahead Eagles      | Kristiansund   | 1.300.000  |
| Ole Didrik Blomberg    | Bodø/Glimt           | Brann          | 1.300.000  |
| Sebastian Tounekti     | Hammarby             | Haugesund      | 1.200.000  |
| Brice Wembangomo       | Häcken               | Bodø/Glimt     | 1.000.000  |
| Lars-Jørgen Salvesen   | Derby County         | Viking         | 1.000.000  |

| Datos actualizados a 4 de mayo de 2025. Fuentes: |